# スコット・ピアス
スコット・ピアス（Scott Pierce、1965年2月13日 - ）は、ニュージーランドのラグビー指導者。スコット・ピアースと表記されることもある。

## プロフィール
- ニュージーランド出身[1]。
- 現役時代のポジションはセンター(CTB)[2]。
- 息子のジェイコブはラグビー選手[3](現・東芝ブレイブルーパス東京)。
- 7人制ニュージーランド代表・7人制日本代表共に選ばれたことがある。

## 略歴
現役時代、日新製鋼・ヤマハ発動機でプレーしていた。
2001年、ラグビーワールドカップセブンズ2001の7人制日本代表に選ばれた。
現役引退後、三菱重工相模原ダイナボアーズ・栗田工業ウォーターガッシュのコーチを経て、2019年、釜石シーウェイブスのヘッドコーチに就任。
2021年、釜石シーウェイブスのヘッドコーチを退任した。
2022年、セコムラガッツのヘッドコーチに就任。